# Can Calopa de Baix
Can Calopa de Baix és una masia de Molins de Rei (Baix Llobregat) inclosa a l'Inventari del Patrimoni Arquitectònic de Catalunya.

## Descripció
Masia d'arquitectura típica formada per planta baixa i pis, amb teulada a dues vessants, perpendiculars a la façana. Està orientada a sud-est. A la façana principal es troba la porta amb marc de pedra adovellat i, a sobre d'aquesta, una finestra gòtica. Completen la façana tres finestres més i una porta lateral. A la part nord hi ha un cos afegit que correspon a l'antic cup. També hi ha un edifici independent, molt deteriorat, que pertany a les antigues quadres.

## Història
La història de Can Calopa de Baix es remunta al segle xiv, quan Guillemoneta Duran i Bernat Rubí es van casar.